# Polskie Towarzystwo Meteorytowe
Polskie Towarzystwo Meteorytowe (PTMet) – założone w kwietniu 2002 roku stowarzyszenie stawiające sobie za cel propagowanie wiedzy astronomicznej oraz integrowanie środowisk kolekcjonerów, miłośników i badaczy meteorytów. Towarzystwo organizuje regularne Konferencje i Pikniki Meteorytowe, współpracuje z kolekcjonerami przy organizowaniu wystaw meteorytów oraz bierze udział w redagowaniu kwartalnika „Meteoryt”, wydaje także naukowy rocznik zatytułowany „Acta Societatis Metheoriticae Polonorum”.
Polskie Towarzystwo Meteorytowe zajmuje się również organizowaniem sympozjów i konferencji naukowych, wystaw meteorytów oraz towarzyszących im wykładów związanych z meteorytami, a także ustanawia stypendia oraz nagrody dla młodych poszukiwaczy oraz badaczy meteorytów.
Prezesem zarządu PTMet jest prof. Tadeusz Przylibski.